# 10323 Frazer
A 10323 Frazer (ideiglenes jelöléssel 1990 VW6) a Naprendszer kisbolygóövében található aszteroida. Eric Walter Elst fedezte fel.